# Fás szárú növény

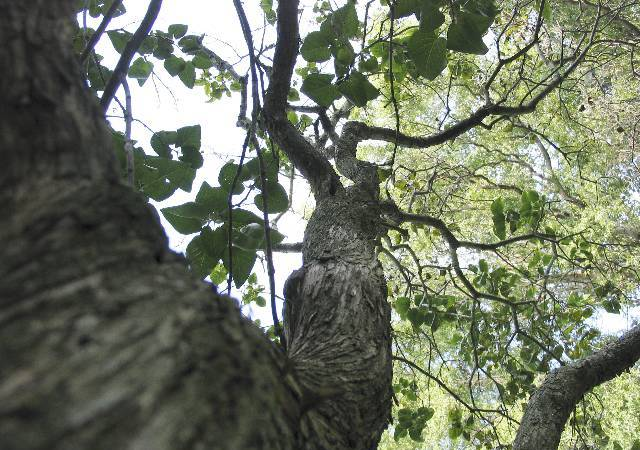
Faág

Fás szárú növénynek vagy fás növénynek az olyan szövetes növényeket nevezzük, melyeknek évelő, talaj feletti kemény, kéreggel borított szára van. A fás növények alkalmazkodtak az évről évre való túléléshez: a szár képes a folyamatos vegetatív, föld feletti növekedésre több éven keresztül. Többségük minden évben új fás szövetrétegeket növeszt, így növelve folyamatosan a szár átmérőjét. A fiatal faanyag a szár külső részein, a kéreg alatt halmozódik fel, de némelyik egyszikűnél, mint a pálmák és a Draceaena-k a törzsön belüli merisztéma-sejtcsoportokból alakul ki. A pálmáknál a szár közepén képződik a faanyag. A fák bőrrétege módosult, hogy megvédje a szárat a külső behatásoktól: halott szövetréteg borítja, amit általában kéregnek neveznek.
A fatörzs közepén lévő geszt elhalása már az egészséges fákon megkezdődik; a lombkorona által beárnyékolt alsó, vastag ágak is elhalnak, hosszú ideig a törzsön maradva. Ahogy a fa egyre idősebb lesz, folyamatosan felhalmozza az elhalt ágakat, kérget és gesztet, melyek azonban jól elkülönülnek az élő részektől, nincsenek hatással a fa egészségi állapotára; az elhalt szöveteken élő gombák termőtestjei nem jelentik azt, hogy a fa „fertőzött” vagy „beteg” lenne. A folyadékot már nem szállító geszt korhadása, eltűnése pedig nem érinti a nedvet keringtető külső gyűrű, a szíjács működését. Ahogy a fa tovább növekszik, külső évgyűrűi vékonyodnak, már nem tudják ellátni a hatalmas lombkoronát; ezért megszokott, hogy az idősebb fák felső ágai is elhalnak, hogy ezzel csökkenjen a folyadékkal ellátandó korona mérete. Az elhalt fás részekkel szaproxilofág fajok táplálkoznak.
A fás szárú növények lehetnek fák, cserjék, kaktuszok vagy évelő liánok is.
Egyes lágy szárú növényeknek is megkeményedett szállítószövettel rendelkező szára van, de ezeknek nincsen megkeményedett kérgük. Ilyen például az Uraria picta és a keserűfűfélék (Polygonaceae) családjának egyes fajai. Ezek nem valódi fás szárú növények, csak kemény, sűrű sejt-elhelyezkedésű lágy szárúak. Más lágy szárúaknak caudexük van, ami főleg az alpin klímán vagy száraz környezetben élő növények megkeményedett szártöve. A páfrányfáknál (Cyatheales) ez vaskos, fás tuskót alkot.
A Raunkiær-féle életforma-osztályozás szerint phanerophyták.